# Giroscopi

Giroscopi en moviment

El giroscopi (del grec "skopeein= veure" i "gyros= gir") és un dispositiu mecànic que serveix per mesurar, mantenir o canviar l'orientació en l'espai d'algun aparell o vehicle.
Està format essencialment per un cos amb simetria de rotació que gira al voltant del seu eix de simetria. Quan el giroscopi és sotmès a un toc que tendeix a canviar l'orientació de l'eix de rotació, el seu comportament és aparentment paradoxal, ja que l'eix de rotació, en lloc de canviar de direcció com ho faria un cos que no girés, canvia d'orientació en una direcció perpendicular a la direcció "intuïtiva". Si està muntat sobre una suspensió de Cardan que minimitza qualsevol moment angular extern, o simplement gira lliure en l'espai, el giroscopi conserva l'orientació del seu eix de rotació davant forces externes que tendeixen a desviar-lo millor que un objecte no giratori; es desvia molt menys, i en una direcció diferent.
Presenta, per tant, dues propietats fonamentals: la inèrcia giroscòpica o "rigidesa en l'espai" i la precessió, que és la inclinació de l'eix en angle recte davant de qualsevol forca que tendeixi a canviar el pla de rotació. Aquestes propietats es manifesten en tots els cossos de rotació, inclosa la Terra. El terme giroscopi s'aplica generalment a objectes esfèrics o en forma de disc muntats sobre un eix, de manera que puguin girar lliurement en qualsevol direcció. Aquests instruments s'utilitzen per demostrar les propietats anteriors, per indicar moviments en l'espai o per a produir-los.
Aquest fenomen físic, l'efecte giroscopi, pot observar-se fàcilment i quotidianament amb les baldufes o amb monedes llançades per girar, per exemple, tot i que per suposat, qualsevol objecte giratori funciona de certa manera com un giroscopi. El gir al vol impartit pel jugador a una pilota de rugbi, o el d'una bala disparada des d'una arma amb l'ànima rallada per estabilitzar la seva trajectòria són exemples de l'aplicació de l'efecte.

## Història i aplicacions

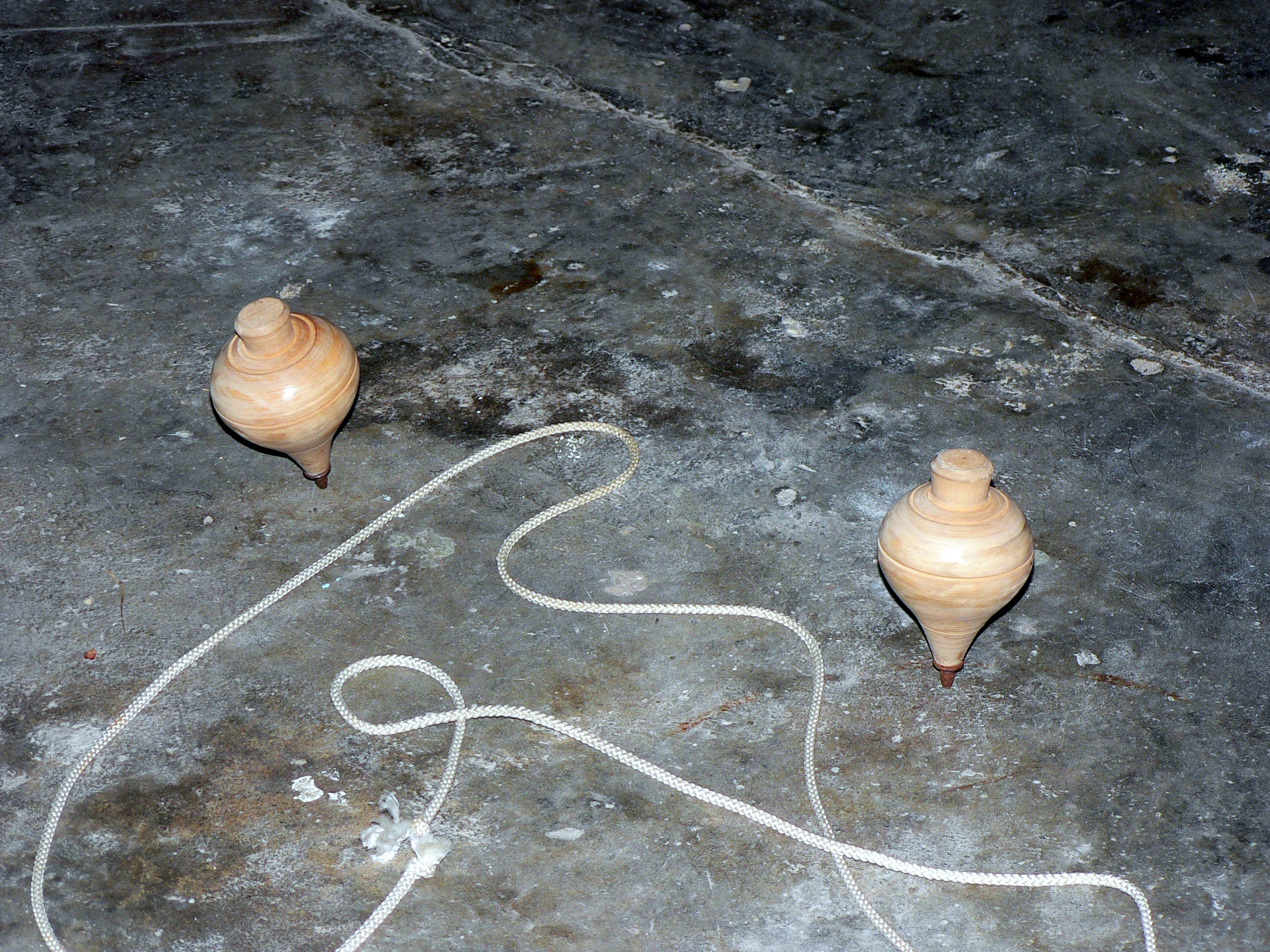
Baldufes

La baldufa és segurament l'element cultural més vell i senzill que il·lustra de forma clara l'efecte giroscòpic en funcionament. En les seves diverses formes es coneix des de molt antic, amb restes i referències pictòriques o epigràfiques que daten almenys des del primer mil·lenni a.C. a Mesopotàmia, encara que segurament sigui molt anterior. Hi ha evidències del seu ús primerenc en l'Antiga Roma, a Grècia, Xina, Índia i molts altres llocs. Roman en essència una joguina inalterada, variant lleugerament la forma, els materials (argila, fusta, plàstic, metall, etc.) i la decoració. Per descomptat, conèixer empíricament el seu funcionament, el fet que en girar es manté en peus, no implica que es coneguessin les causes del fenomen, ni poder calcular la magnitud i els factors que influeixen en l'efecte, amb el que les aplicacions més potents no van ser evidents fins molt més tard, conclosa la revolució científica i cap al final de la revolució industrial.

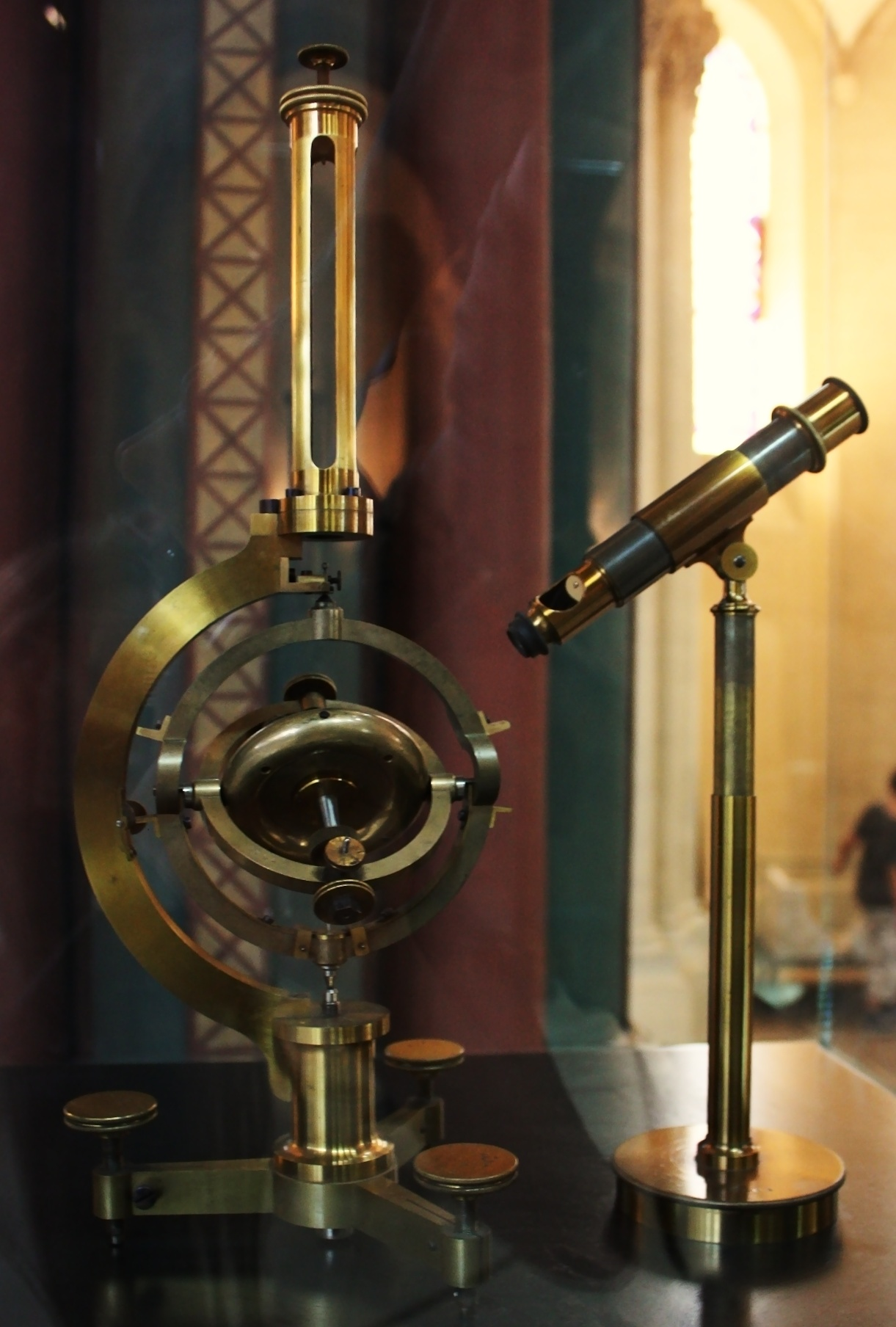
Rèplica del giroscopi inventat per Foucault en 1852, construïda per Dumoulin-Froment per a l'exposició universal de 1867. Conservatori Nacional d'Arts i Oficis, París

Pel que sembla, un dels primers intents coneguts d'aplicació de les propietats de la baldufa va ser el "mirallet giratori" de John Serson, un capità anglès. En 1743, va inventar una espècie de baldufa que serviria per localitzar l'horitzó en alta mar, en condicions de visibilitat reduïda, gràcies a la seva estabilitat dinàmica. Seria un precursor molt rudimentari de l'horitzó artificial modern, encara que no sembla haver tingut gran impacte.
A qui s'atribueix el descobriment de l'efecte giroscòpic i la construcció del primer instrument semblant al giròscop modern és a l'astrònom alemany Johann Gottlieb Friedrich von Bohnenberger, qui en 1817 va escriure sobre el tema en un escrit titulat Descripció d'una màquina per a l'explicació de les lleis de rotació de la Terra entorn del seu eix, i del canvi d'orientació del mateix. Va anomenar al seu aparell, una esfera rotatòria pesada, "la màquina". El matemàtic francès Siméon Denis Poisson ja esmenta aquesta màquina en 1813, en una memòria seva, i el seu compatriota i col·lega Pierre-Simon Laplace, treballant aleshores en l'escola politècnica de París, va recomanar el seu ús en l'ensenyament, com a ajuda didàctica. Així va ser com va arribar a conèixer-la Léon Foucault.
El giroscopi fou inventat el 1852 per Léon Foucault, que demostrà la rotació de la Terra amb el seu famós experiment del pèndol de Foucault. No obstant això, no comprenia per què la velocitat de rotació del pèndol era més lenta que la velocitat de rotació de la Terra per un factor sin (latitud). Era necessari un altre aparell per a demostrar la rotació de la Terra de manera més simple. Foucault presentà així un aparell capaç de conservar una rotació prou ràpida (150-200 voltes per minut) durant prou temps (10 minuts), per tal que es pogués mesurar. El col·laborador de Foucault, Froment, també hi ajudà de manera decisiva.
Foucault s'adonà que el giroscopi podia servir per a indicar el nord. En efecte, si s'impedeixen certs moviments del suport de l'aparell, aquest es posa en línia amb el meridià. Això permeté la invenció del girocompàs.

## Descripció de l'efecte giroscòpic

Suposem que hi ha un giroscopi format per un disc muntat sobre un eix horitzontal, al voltant del qual el disc gira lliurement a gran velocitat (com s'observa a la figura de la dreta). Un observador manté l'eix del fons amb la mà esquerra i l'eix de davant amb la mà dreta. Si l'observador intenta abaixar l'eix cap a la dreta (baixant la mà dreta i pujant la mà esquerra) sentirà un comportament molt curiós ja que el giroscopi empeny la seva mà dreta i estira la seva mà esquerra. L'observador acaba de sentir l'efecte giroscòpic. És una sensació sorprenent perquè fa la impressió de que el giroscopi no es comporta com un objecte normal.

### Descripció detallada de l'efecte

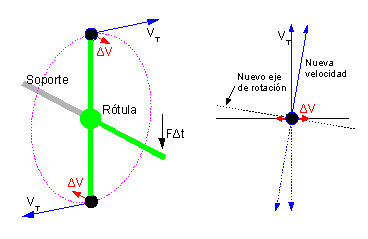

Sigui l'objecte dibuixat a la imatge de la dreta format per dues masses (color negre) de petites dimensions subjectes per una barra (color verd) en forma de T de massa menyspreable i total rigidesa que té el centre fixat en un suport mitjançant una ròtula que permet que la barra en forma de T giri lliurement al voltant de qualsevol eix.
Les masses giren ràpidament al voltant del punt fix amb una velocitat tangencial (Vt) en el moment en què les masses passen per la posició del dibuix es dona un impuls cap avall a l'extremitat lliure de la T. La barra verda transmet aquest impuls a les dues masses i dona a cadascuna una petita velocitat horitzontal (AV) perpendicular a la seva velocitat actual. Cap a la dreta a la massa de dalt i cap a l'esquerra a la massa de baix, és a dir, la barra gira una miqueta respecte a l'eix longitudinal.
En aquest dibuix de la dreta apareixen les dues masses vistes des de dalt. Les velocitats comunicades per l'impuls se sumen a les velocitats que ja tenien les masses. La conseqüència immediata és que la velocitat de la massa de dalt es desvia lleugerament cap a la dreta i la de baix es desvia cap a l'esquerra. Sorprenentment, el resultat final és que el pla de rotació de les dues masses ha girat (a part de respecte d'eix longitudinal, també respecte de l'eix vertical) o, dit d'una altra manera, l'eix de rotació de les dues masses ha girat respecte a dos eixos, i no només respecte del que intentàvem fer-lo girar.
En un giroscopi no es tracta de dues masses puntuals sinó que les masses distribuïdes sobre tot el disc o el cilindre, però això no canvia el fons de l'explicació. I, quan, en lloc de donar-li impuls a un giroscopi se li aplica un moment, es pot considerar aquest moment com una successió de curts impulsos. Cada un d'ells afegeix a les masses una ínfima velocitat perpendicular a les seves velocitats. Això fa que la velocitat canviï de direcció sense canviar de mòdul.

## Explicació intuïtiva de la causa de l'efecte giroscòpic
Suposem enfront de nosaltres un giroscopi, un disc travessat per un eix. Imaginem-ho de forma tal que l'eix es trobi en horitzontal, enfront dels nostres ulls, i nostres dues mans agarrin els extrems; per tant, veurem el cantell del disc en vertical. Imaginem ara que el disc comença a girar en el sentit en el qual la seva part superior "s'allunya" de nosaltres i la inferior "s'apropa" a nosaltres. Imaginem per exemple un punt vermell pintat sobre el cantell, de manera que el veiem girar amb el disc; aquest punt vermell va sempre de baix cap dalt en passar enfront de nosaltres. Ara elevem una mica la nostra mà esquerra i abaixem una mica la dreta, inclinant l'eix de gir del disc. Si ara mirem el nostre punt vermell, veurem que ja no viatja de baix a dalt, sinó en diagonal, és a dir, de baix a dalt i d'esquerra a dreta. Ara dividim mentalment el disc, sense aturar-lo, en dues meitats: la més allunyada de nosaltres (la meitat del disc que no veiem, des de la nostra perspectiva) i la més propera (la que veiem), i ens adonem que, en la part més allunyada del disc, el punt vermell viatja sempre cap avall i a l'esquerra. En la més propera, viatja cap amunt i a la dreta. Per descomptat, no solament el punt vermell, tota la massa del disc segueix aquests sentits en cada meitat. La component vertical del moviment (a dalt o a baix) podem ignorar-la, perquè ja existia abans d'inclinar l'eix, encara que era més elevada. El que és realment nou són les components horitzontals del moviment. La massa s'està desplaçant de dreta a esquerra en la part més allunyada del disc, i d'esquerra a dreta en la més propera, en la qual veiem. Aquests moviments de massa amb una component horitzontal, que apareixen en inclinar l'eix, originen reaccions (tercera Llei de Newton) oposades a tals moviments i, per tant, el disc experimentarà una força cap a la dreta en la seva part allunyada, i cap a l'esquerra en la seva part propera. És a dir que les nostres mans, que sostenen l'eix, en inclinar-lo, pujant la mà esquerra i baixant la dreta (a més de notar la resistència habitual de sentit oposat al nostre esforç i que notaríem encara que el disc no girés, segons la tercera Llei de Newton), notaran una força "estranya" que empeny cap enrere la nostra mà dreta, i cap a davant l'esquerra. Aquesta força, sorprenent i desconcertant per qui no coneix el fenomen, és l'efecte giroscòpic. És per aquest nou moment angular perpendicular al plànol de rotació inicial pel qual, si el giroscopi no està restringit en els seus eixos de moviment, en pretendre girar aquest plànol experimenta una altra rotació (com a reacció newtoniana a aquest moment) també en un tercer eix perpendicular al gir i al seu eix de rotació inicial.
En resum, la causa de l'efecte giroscòpic és el canvi en la direcció de desplaçament de la massa del disc, amb una component paral·lela a l'eix de rotació inicial, de sentit contrari en cada extrem del disc. Aquesta nova component del moviment implica una reacció de sentit contrari (tercera Llei de Newton), que es manifesta en el moment angular que experimenta el giroscopi.

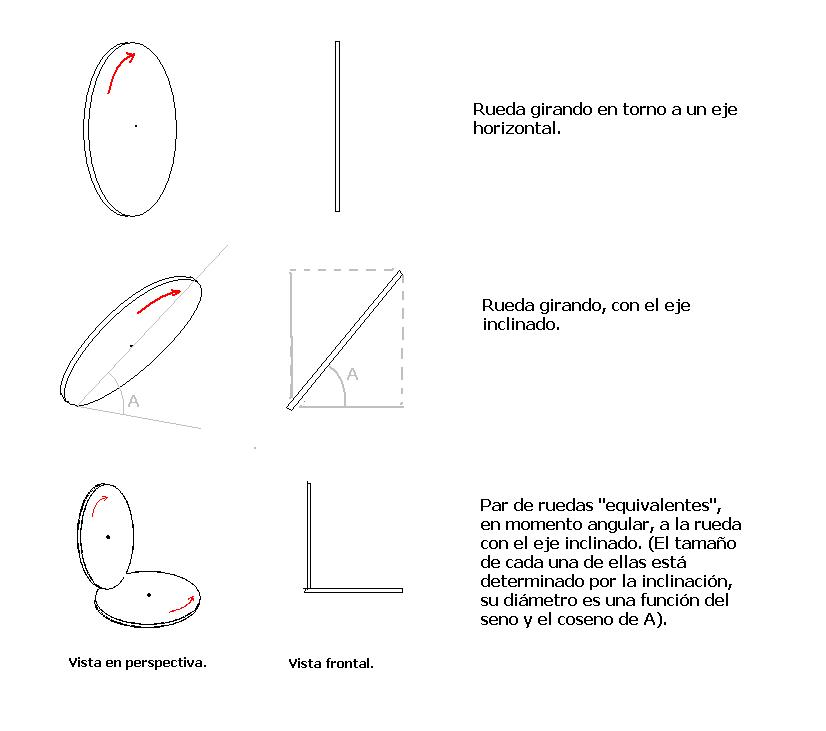

Això es veu encara més clar si substituïm el disc del giroscopi, una vegada inclinat, per altres dos amb eixos de gi ortogonals, com en les vinyetes de la imatge de sota. El disc vertical representa el moment angular que es conserva en el plànol de gir inicial, i l'horitzontal el que ha passat a aquest plànol. Si el giroscopi roman vertical, no hi ha roda horitzontal, solament equival a un disc vertical de la seva mateixa grandària. Quan comença a inclinar-se, apareix el disc horitzontal, al principi molt petit, en comparació del vertical. A mesura que el giroscopi es va inclinant, i decreix l'angle, la grandària de la roda vertical disminuiria, i augmentaria el de l'horitzontal. És evident que si les dues rodes estan acoblades en un únic mecanisme, aquest mecanisme experimentarà un moment angular en el pla horitzontal, contrari al sentit de gir del disc horitzontal a mesura que aquest creixi en grandària (i per tant en moment angular) per tal de mantenir la conservació del moment angular del mecanisme total.

## Bicicleta
S'ha suposat durant molt temps que l'efecte giroscòpic era l'únic o el principal fenomen físic relacionat amb l'equilibri de les bicicletes i motocicletes, encara que ha estat diverses vegades refutat. La forma més senzilla de comprovar que l'efecte giroscòpic no aporta la major part de la seva estabilitat a una bicicleta és compensar-ho amb giroscopis a les rodes. L'experiment ha estat realitzat i s'ha comprovat que la bicicleta és perfectament estable sense efecte giroscòpic net. No obstant això, és impossible conduir una bicicleta amb el manillar bloquejat, la qual cosa demostra que són les forces centrífugues (en el sistema de referència de la bicicleta) que apareixen en moure el manillar les que li confereixen estabilitat. Una bicicleta o una motocicleta llançades en moviment sense conductor, segueixen avançant sense caure fins que trobin un obstacle o que perdin el seu impuls. La trajectòria serà una espiral, un cercle o, rarament, una recta.

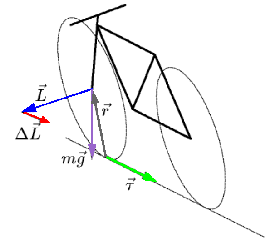
Quan la bicicleta s'inclina cap a l'esquerra, el moment creat pel pes sobre la roda davantera desplaça el moment angular d'aquesta cap enrere i la fa virar cap a l'esquerra. Aquesta situació continua fins que el moment creat per la força centrífuga deguda al gir compensi el moment creat pel pes.

En el dibuix està representada una bicicleta en moviment amb el manillar dret i inclinada una mica cap a l'esquerra. El pes de la bicicleta crea un moment {\displaystyle \scriptstyle {\mathbf {\tau } }} que tendeix a inclinar encara més la bicicleta i a fer-la caure. Però com la bicicleta avança, la roda de davant té un moment angular {\displaystyle \scriptstyle {\mathbf {L} }} dirigit cap a l'esquerra. La roda de darrere també té un moment angular, però la manera en la qual està subjecta no li permet tenir efecte en l'equilibri de la bicicleta. Aquest moment crea una variació {\displaystyle \scriptstyle {\Delta \mathbf {L} }}, dirigida cap enrere, del moment angular de la roda de davant. Això vol dir que la roda de davant gira cap a l'esquerra, com si s'hagués girat el manillar cap a l'esquerra. La bicicleta comença a voltejar cap a l'esquerra. Mentre el moment faci inclinar-se més la bicicleta, el moment angular de la roda de davant s'inclinarà cap enrere, el manillar cap a l'esquerra i el radi de la trajectòria de la bicicleta disminuirà.
Vist des del sistema accelerat i no inercial de la bicicleta, el radi de rotació disminueix, la qual cosa augmenta la força centrífuga. Aquesta força centrífuga crea un moment que tendeix a redreçar la bicicleta i a compensar el moment del pes que tendeix a fer-la caure. Quan els dos moments acaben per compensar-se, la bicicleta deixa d'inclinar-se i el manillar de girar cap a l'esquerra. La bicicleta continua en la seva trajectòria circular amb ràdio constant. Si el fregament amb l'aire o altres coses disminueixen la velocitat de la bicicleta, la força centrífuga disminuirà, la bicicleta recomençarà a caure, la qual cosa farà girar el manillar cap a l'esquerra. El radi de gir disminuirà, la qual cosa augmentarà la força centrífuga fins que aquesta compensi de nou el moment del pes. Quan el manillar arriba a 90° o es bloqueja, la bicicleta cau.
Si es llança una bicicleta amb el manillar immobilitzat (amarrat), la bicicleta caurà com si estigués parada.